# Buick LaCrosse
Buick LaCrosse — легковий передньопривідний середньорозмірний представницький автомобіль. Виробляється компанією Buick, концерну General Motors.

## Перше покоління (W) (2004—2009)

### Пн. Америка

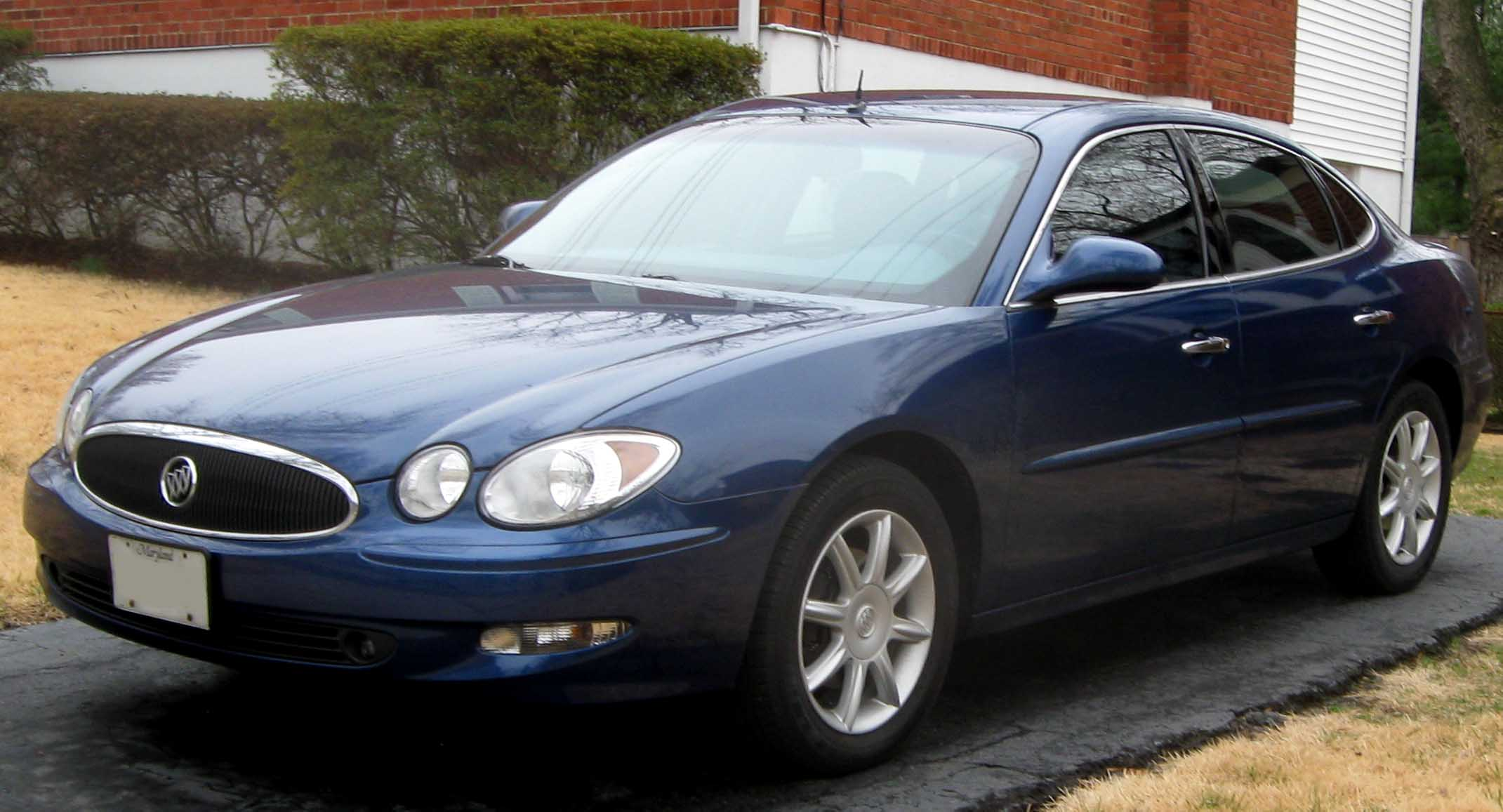
2004-2007 Buick LaCrosse

Перше покоління було представлено навесні 2004 року, як модель 2005 року.

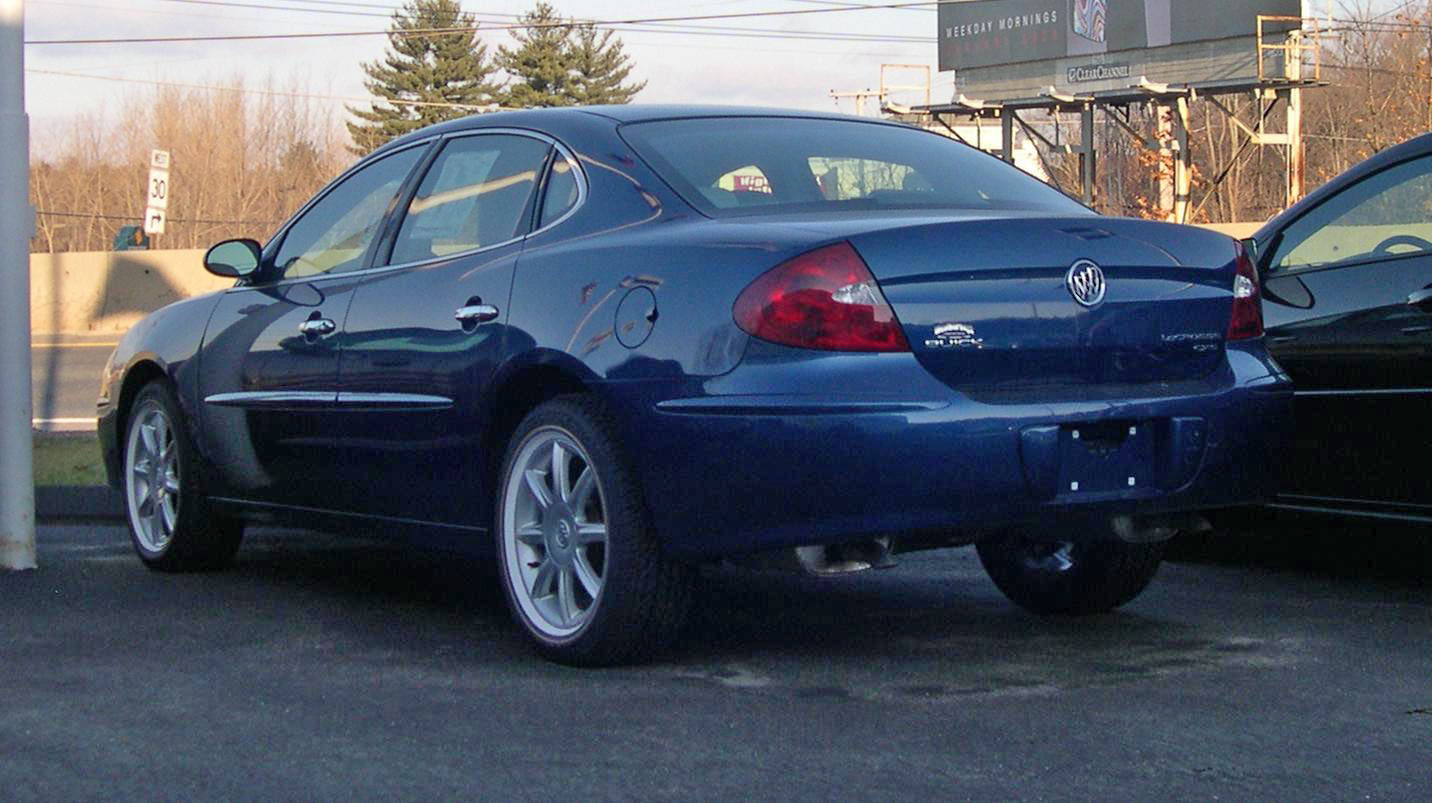
2004-2007 Buick LaCrosse

LaCrosse першого покоління був доступний тільки з переднім приводом.
У 2007 році був проведений рестайлінг. Автомобіль отримав нове оформлення передньої частини. Також була представлена високотехнологічна версія Super.
Двигуни
- 3.6 л LY7 V6
- 3.8 л L26 V6
- 5.3 л LS4 V8

|  |  |  |

### Китай (2006—2009)

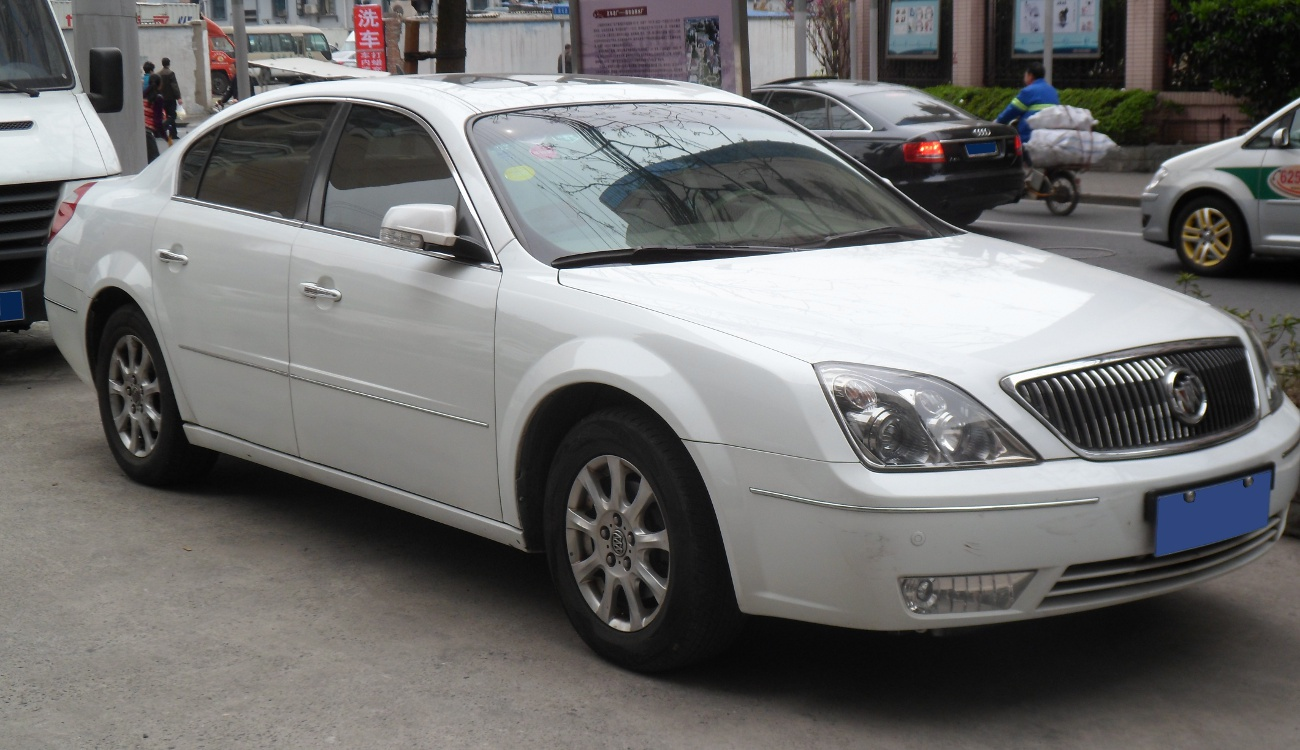
Buick LaCrosse

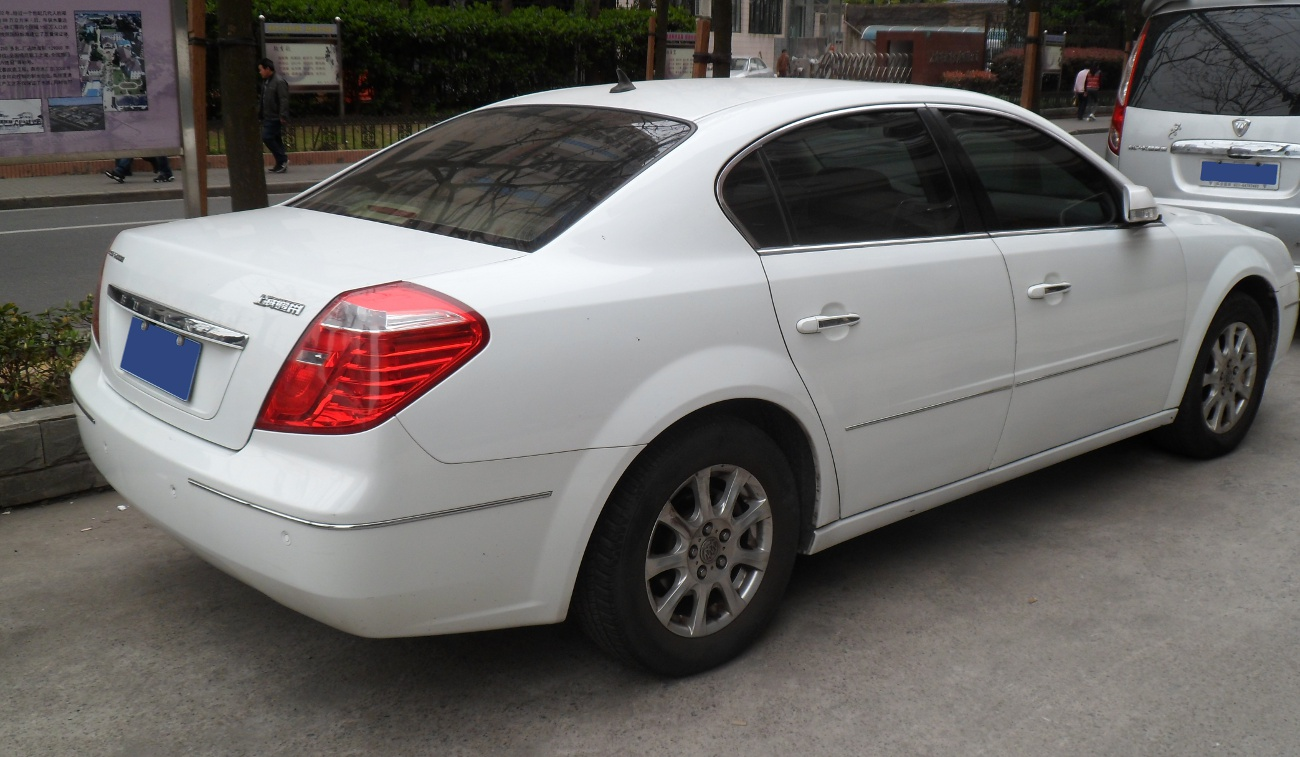
Buick LaCrosse

З 2006 по 2009 рік в Китаї випускався місцевий варіант Buick LaCrosse. Розроблений в Pan Asia Automotive технічному центрі Shanghai GM (PATAC). Китайський LaCrosse заснований на тій же платформі, що і американська модель, але має інші кузовні панелі, а також іншу лінійку двигунів. Автомобіль також випускався на Тайвані на спільному підприємстві Yulon-GM.
Двигуни
- 2,4 л LE5 Р4 168 к.с.
- 2,4 л LAT Р4 hybrid
- 3,0 л LW9 V6 176 к.с.

## Друге покоління (Epsilon II) (2009— 2017)

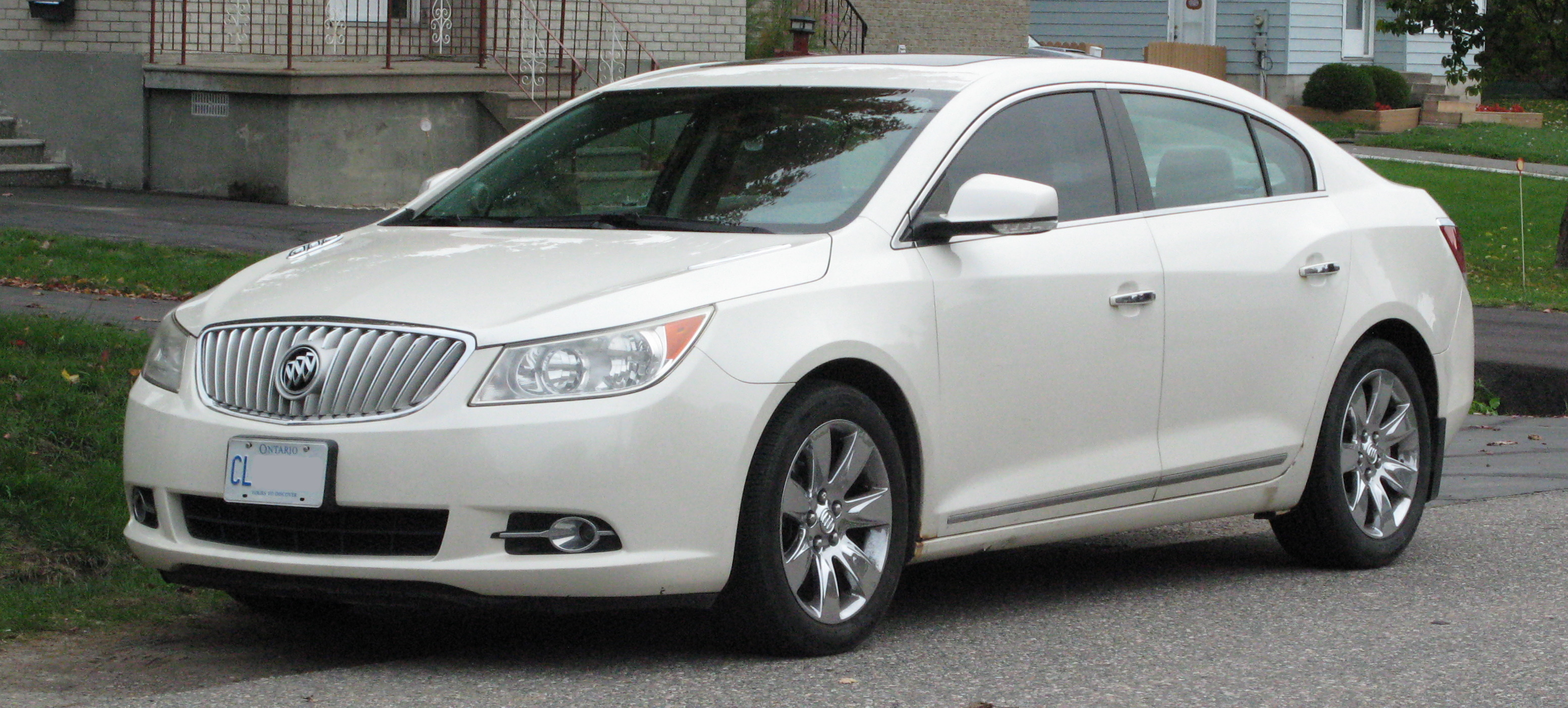
Buick LaCrosse ІІ (2009—2013)

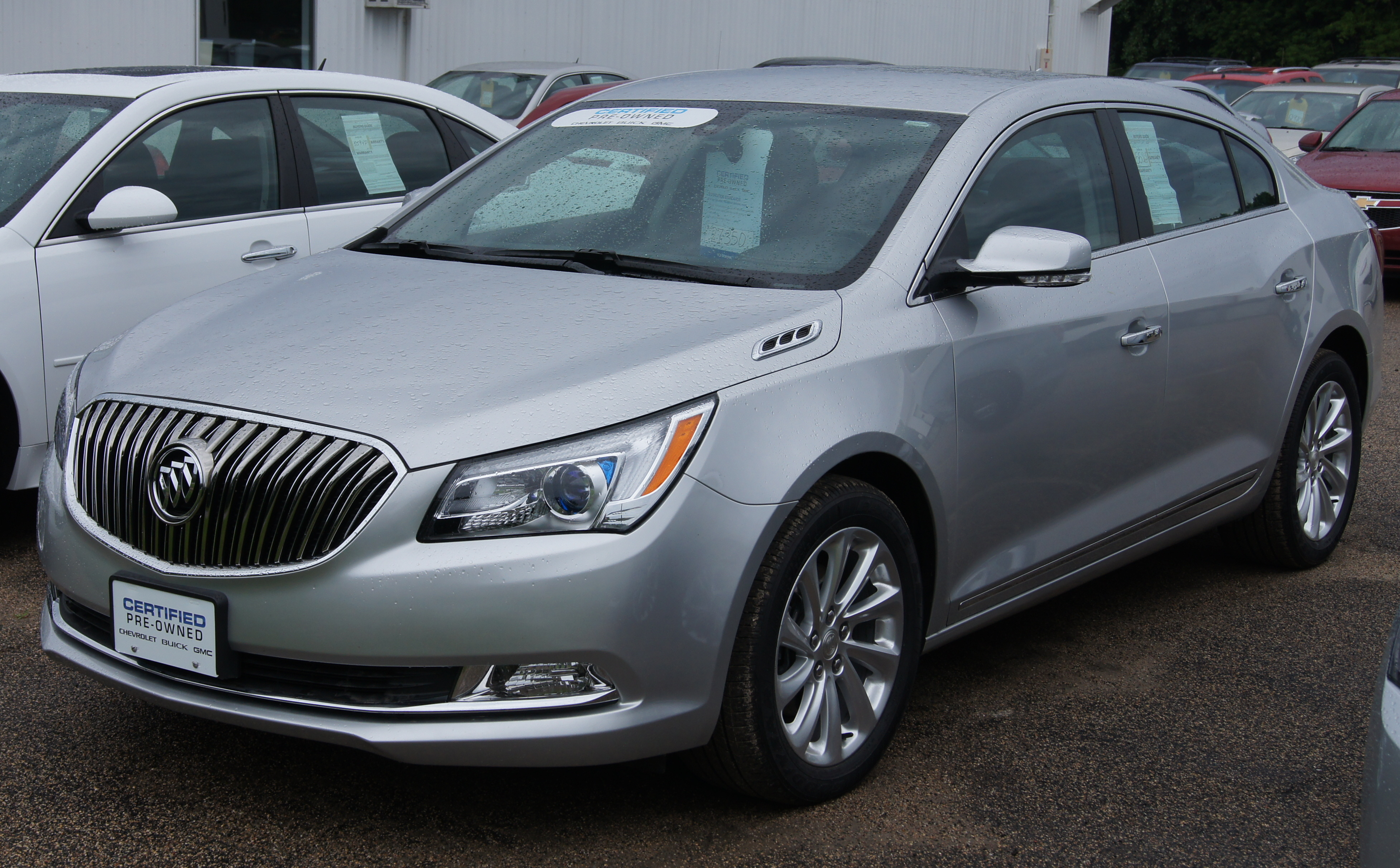
Buick LaCrosse ІІ (2013—2016)

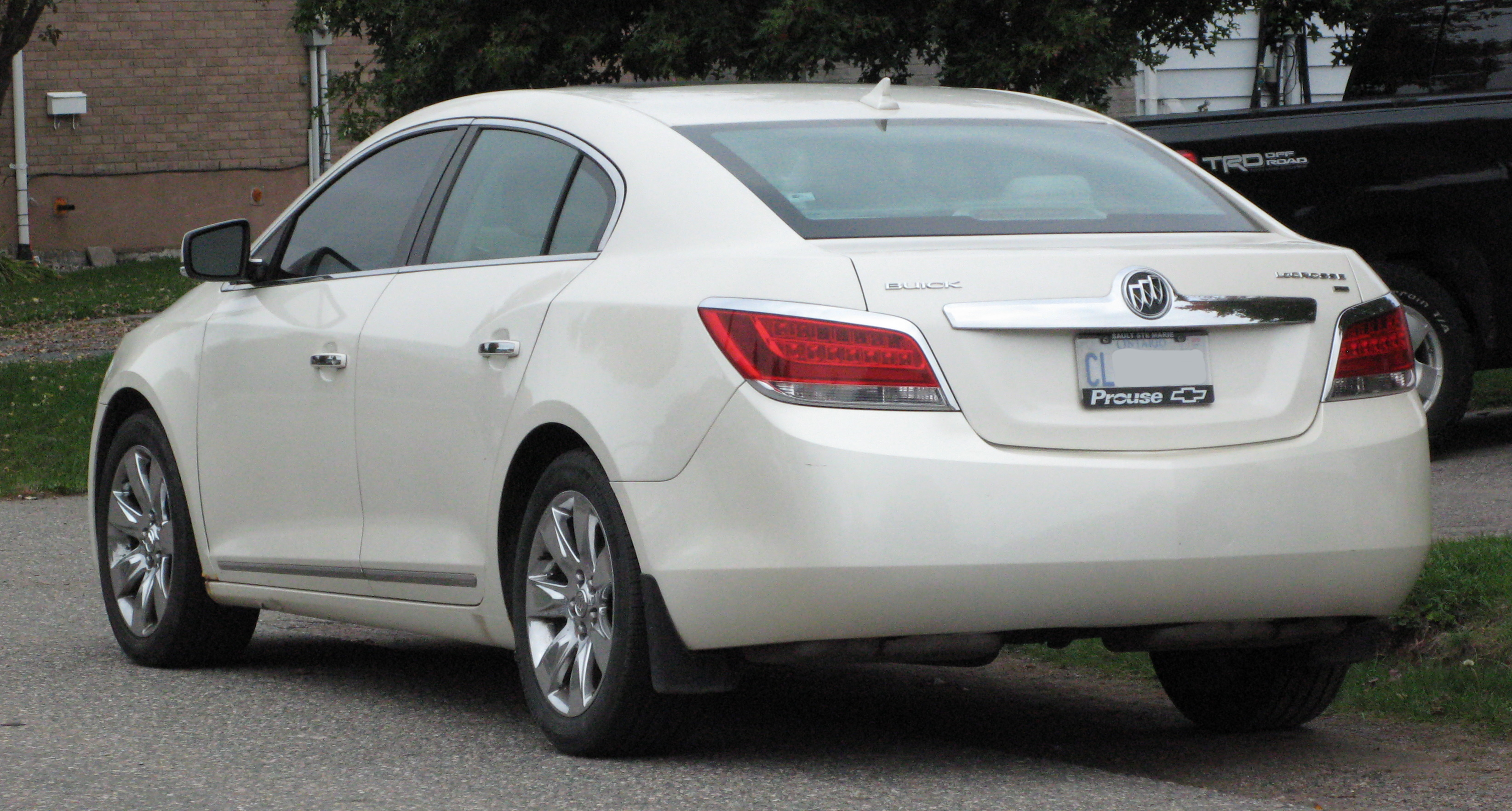
Buick LaCrosse ІІ (2009—2013)

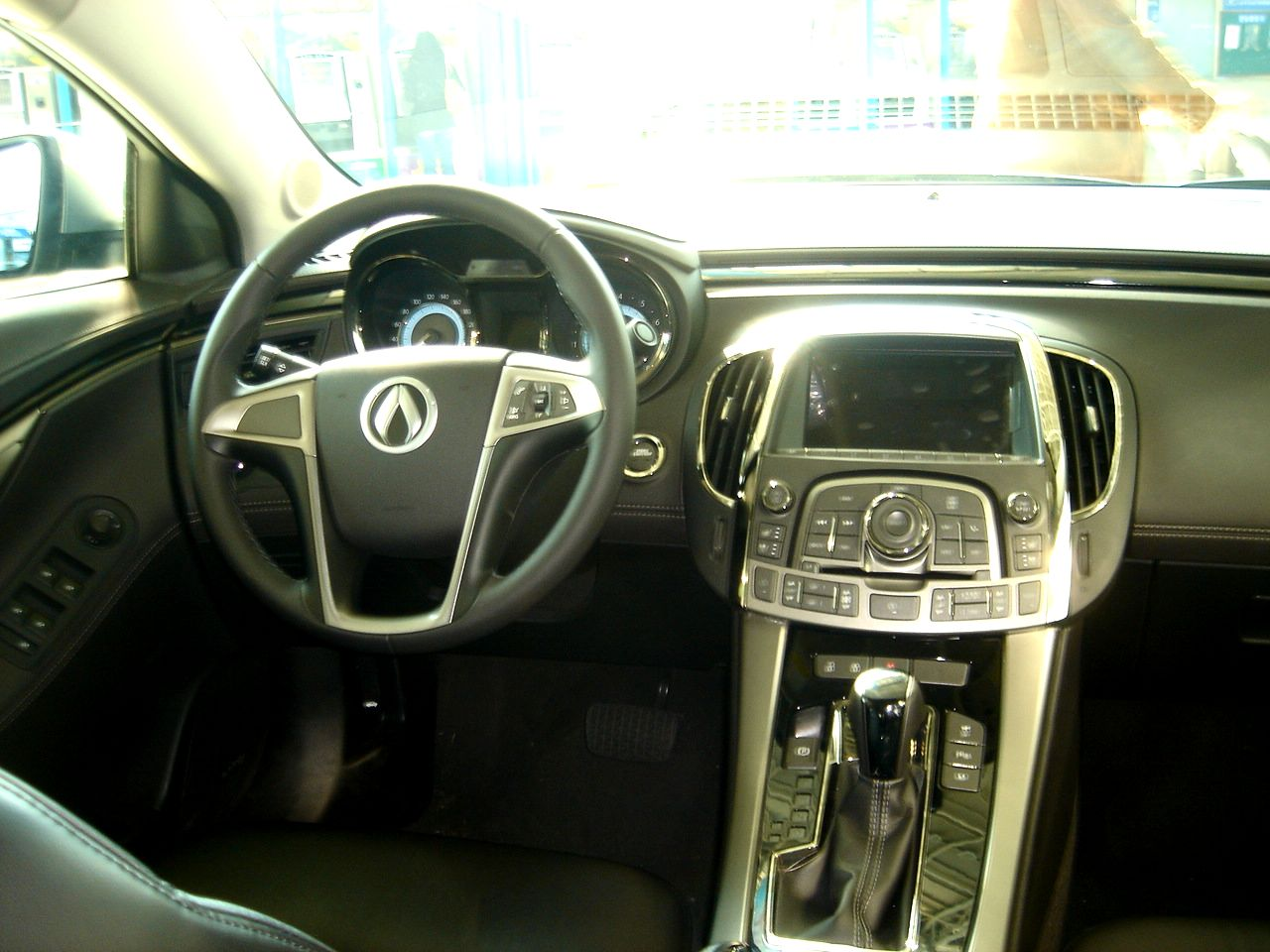

Друге покоління Лакросс було представлено в січні 2009 року на Північноамериканському міжнародному автосалоні в Детройті (як автомобіль моделі 2010 року). За основу був взятий концепт-кар Buick Invicta. Автомобіль збудовано на платформі General Motors Epsilon II, яка також є основою для Opel Insignia.
LaCrosse другого покоління почав продаватися на ринку Південної Кореї в 2010 році під маркою Daewoo Alpheon. Пропонувалися версії з 3,0 і 2,6 літровими двигунами.
У 2013 році на автосалоні в Нью-Йорку був показаний рестайлінг LaCrosse другого покоління. Зміни включають в себе оновлений дизайн передньої і задньої частин, новий дизайн колісних дисків, а також нові системи безпеки.

### Двигуни
- 2.4 л LAF Р4 (Китай)
- 2.4 л LUK Р4 (Китай)
- 3.0 л LF1 V6 (Китай)
- 3.6 л LLT V6 (Пн. Америка)
- 3.6 л LFX V6 (Пн. Америка)

## Третє покоління (P2XX) (2016— 2023)

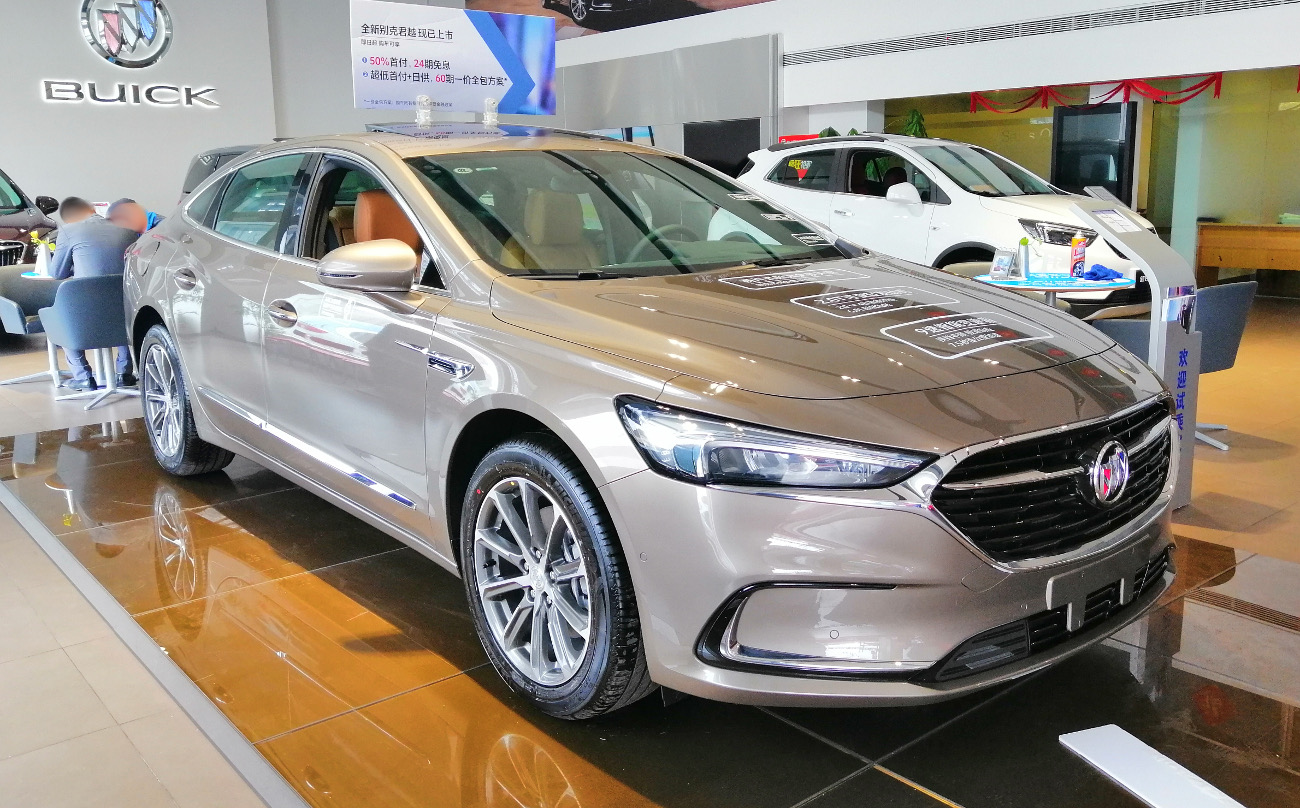
Buick LaCrosse ІІІ (з 2019)

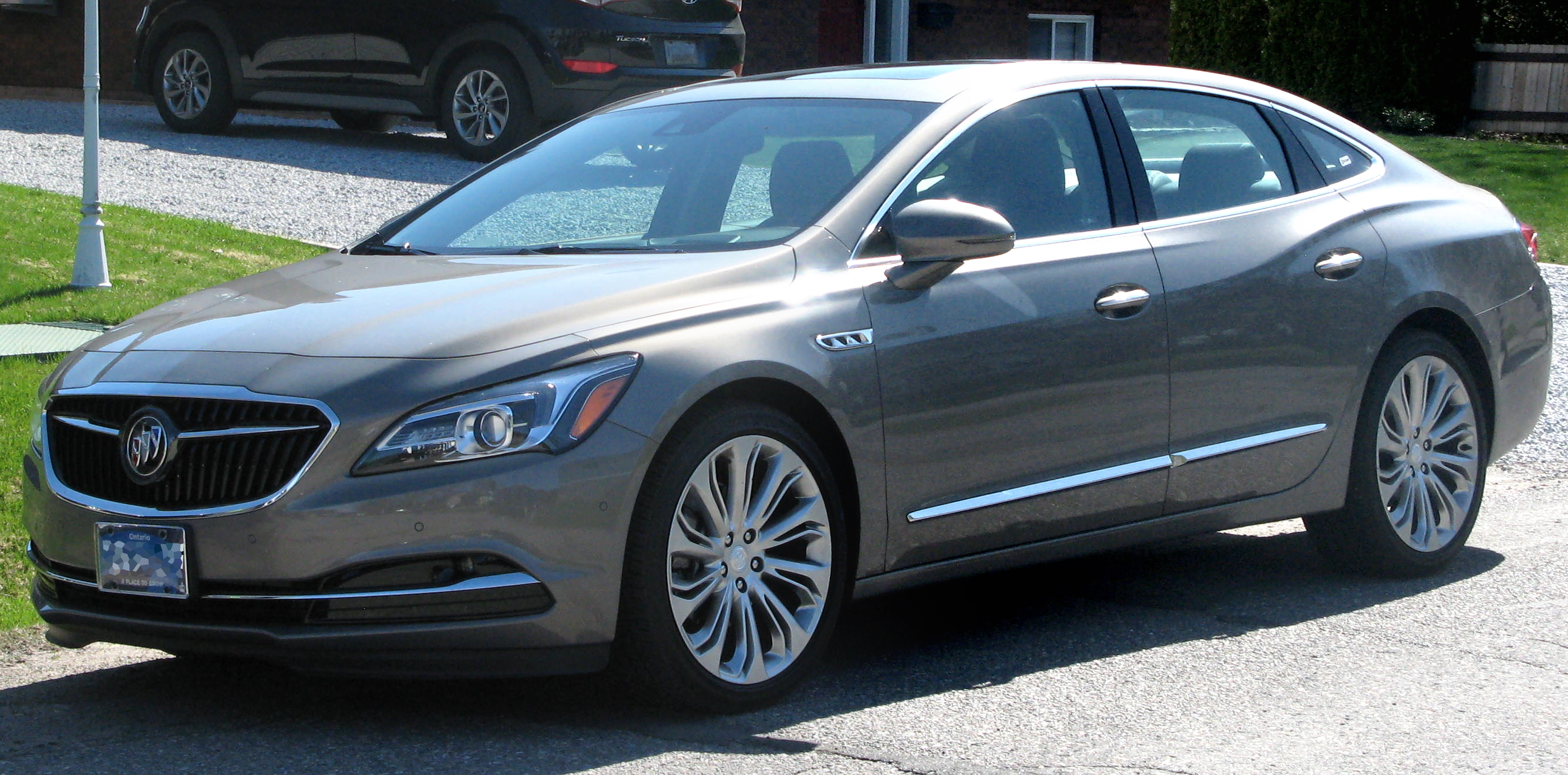
Buick LaCrosse ІІІ (2016—2019)

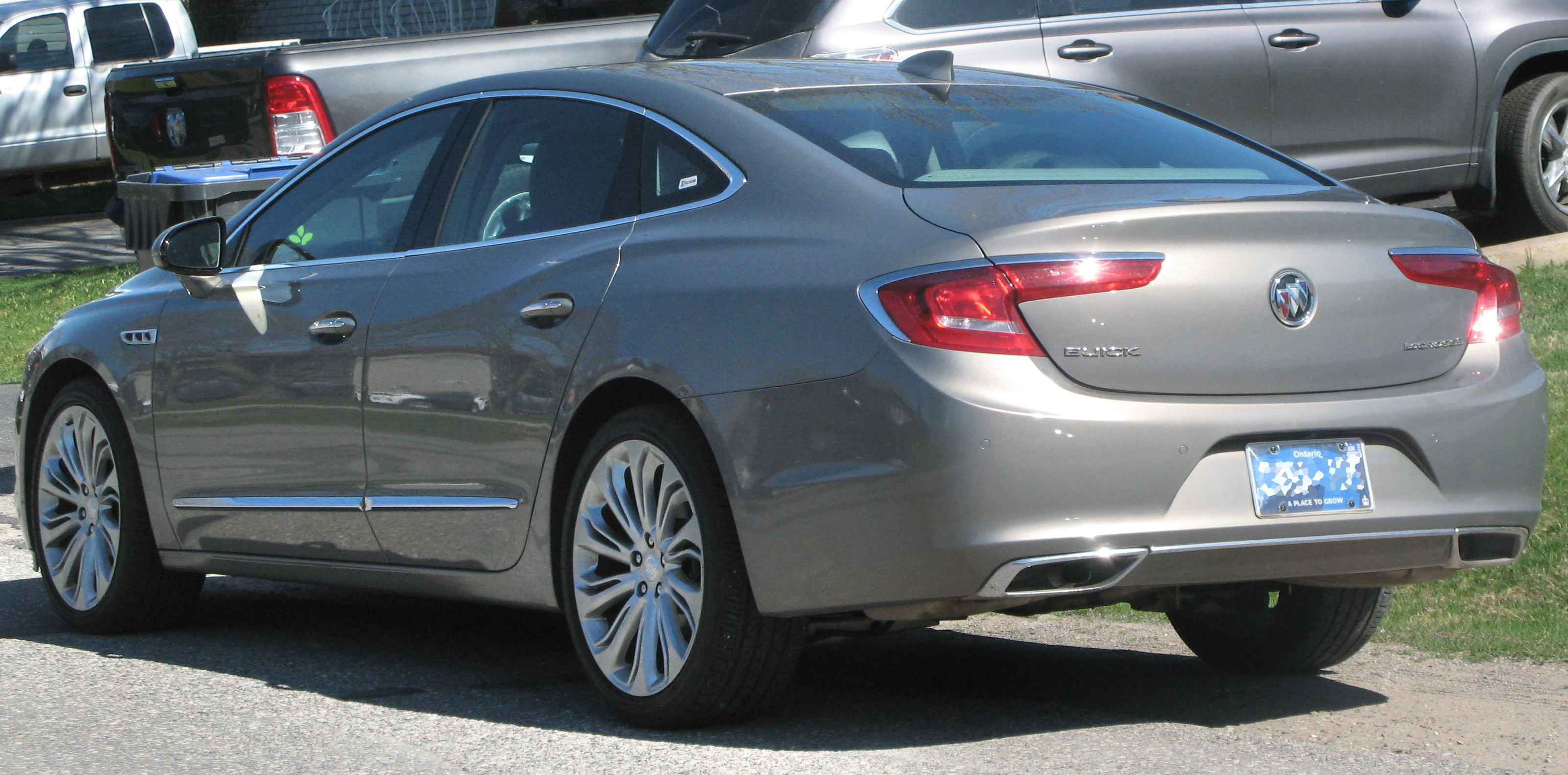
Buick LaCrosse ІІІ

Третє покоління представлене громадськості в листопаді 2015 року на LA Auto Show в Лос Анджелесі. Автомобіль заснований на новій платформі GM P2xx, що й одинадцяте покоління Chevrolet Impala. У Китаї продаж розпочато 18 квітня 2016 року, Сполучені Штати отримають автомобіль в липні 2016 року.
У березні 2019 року було оприлюднено переглянуту версію LaCrosse.

### Технічні характеристики
Базовим у 2019 році є 2.5-літровий чотирьохциліндровий двигун на 194 к.с. і 253 Нм у парі з електричним мотором. Компонується він шестиступінчастою АКПП. Привід на передні колеса. Витрата пального перебуває на рівні 9.4 л/100 км у міському, 6.7 л/100 км у заміському і 8.2 л/100 км у змішаному циклах. Як альтернатива пропонується 3.6-літровий V6 двигун на 310 к.с. і 382 Нм. У пару йому дісталася дев'ятиступінчаста АКПП. Витрачає седан 11.2 л/100 км у місті, 7.9 л/100 км за його межами і 9.8 л/100 км у середньому.

### Двигуни
- 1.5 л LFV Р4 turbo 170 к.с. (20T Китай)
- 1.8 л hybrid Р4 185 к.с. (30H Китай)
- 2.5 л LHN Р4 197 к.с. (Пн. Америка)
- 2.0 л LTG Р4 turbo 241/261 к.с. (28T Китай)
- 3.6 л eAssist LGX V6 314 к.с. (Пн. Америка)

## Четверте покоління (VSS-F) (з 2023)

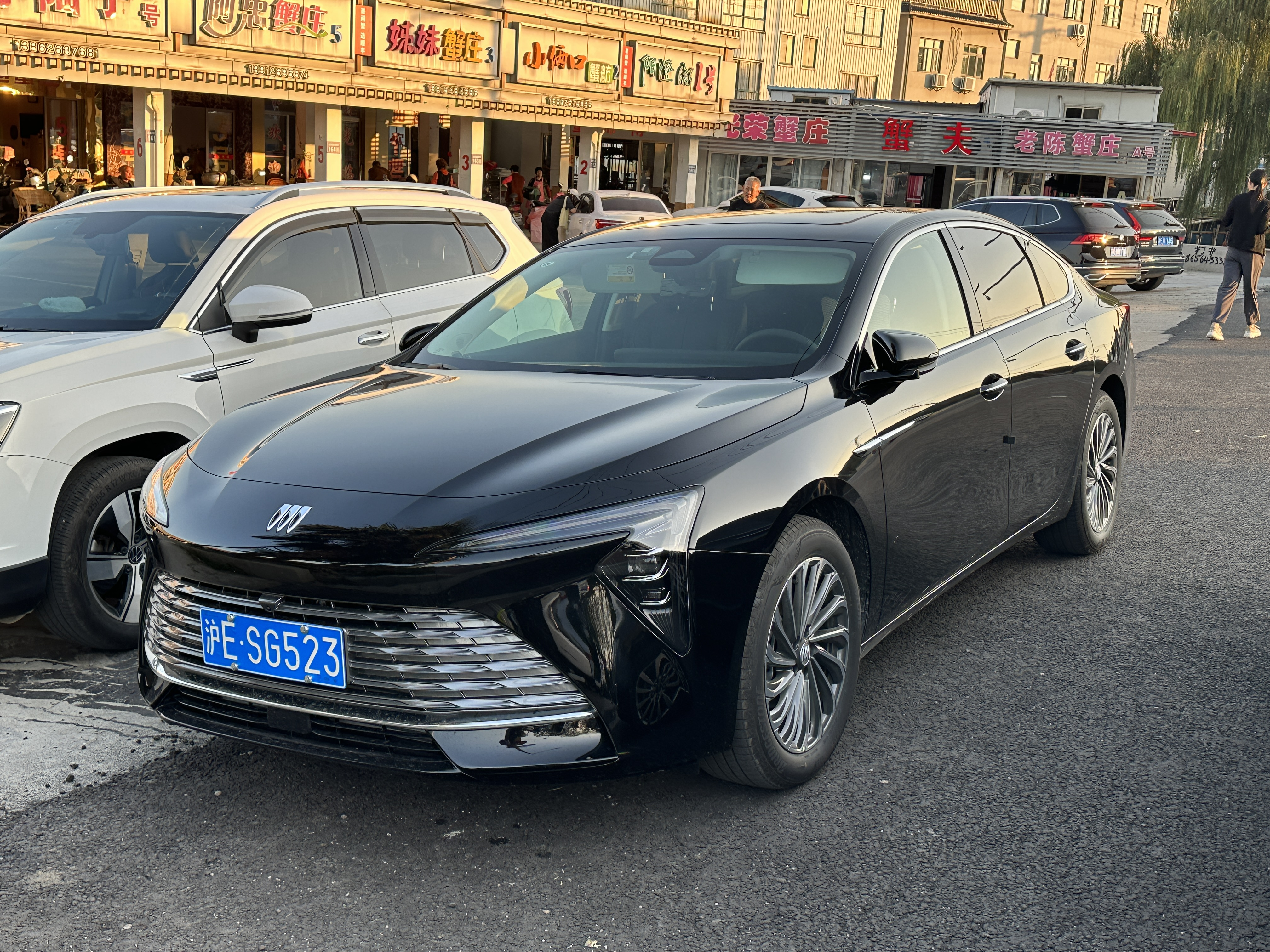
Buick LaCrosse IV

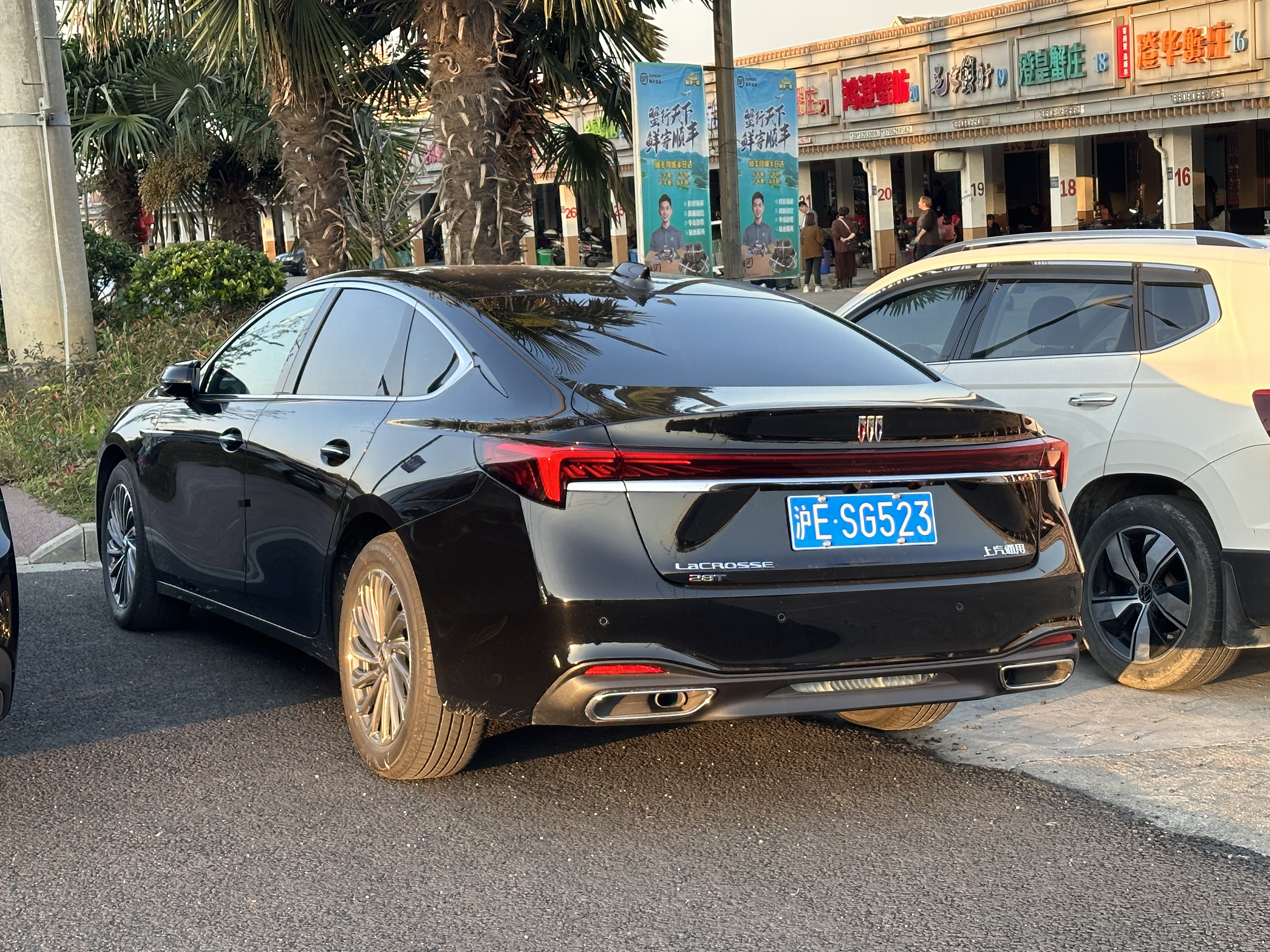
Buick LaCrosse IV

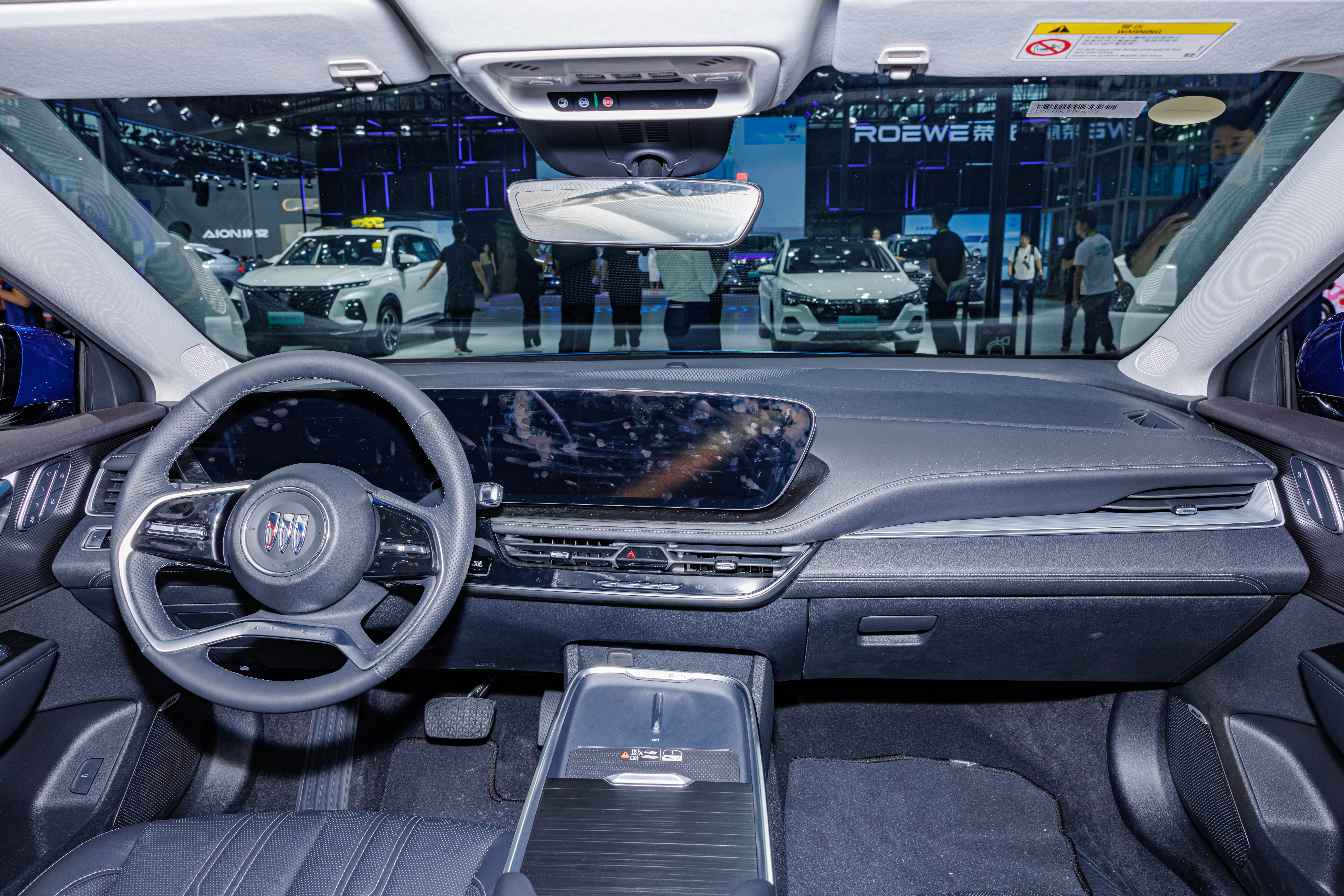

У 2023 році Buick представила четверте покоління LaCrosse, використовуючи нову філософію Buick Pure Design, яку вперше побачили на мінівені Buick GL8 Century, а також на новій корпоративній емблемі Buick. LaCrosse четвертого покоління доступний у чотирьох комплектаціях: Beyond, Enjoy, Premium і Avenir.  
LaCrosse пропонувався лише з турбованим 2,0-літровим чотирициліндровим двигуном на момент запуску; 1,5-літровий чотирициліндровий двигун для базової моделі став доступний пізніше 2023 року.

### Двигуни
- 1,5 л LAX I4 турбо
- 2,0 л LXH I4 турбо

## Продажі
| Рік  | США    | Китай   |
| ---- | ------ | ------- |
| 2004 | 10,995 |         |
| 2005 | 92,669 |         |
| 2006 | 71,072 |         |
| 2007 | 47,747 |         |
| 2008 | 36,873 |         |
| 2009 | 27,818 | 43,429  |
| 2010 | 61,178 |         |
| 2011 | 58,474 | 103,366 |
| 2012 | 57,076 |         |
| 2013 | 48,798 |         |
| 2014 | 51,468 |         |
| 2015 | 42,035 |         |
| 2016 | 27,582 |         |
| 2017 | 20,161 |         |
| 2018 | 15,527 |         |